# Hermine Haselböck
Hermine Haselböck, vollständiger Name Hermine Haselböck-Littasy (* 7. März 1967 in Melk, Niederösterreich) ist eine österreichische Mezzosopranistin.

## Leben
Hermine Haselböck legte am Stiftsgymnasium Melk die Matura ab und absolvierte ihr Gesangsstudium bei Rita Streich und Hartmut Krones an der Universität für Musik und darstellende Kunst Wien sowie bei Ingeborg Ruß an der Musikhochschule Detmold.Ihr Studium schloss sie mit der künstlerischen Reifeprüfung für Gesang und als diplomierte Gesangspädagogin ab.
2005 übernahm sie die Rolle der Mercedes in Nikolaus Harnoncourts Carmen-Produktion bei der styriarte. Es folgten zwei Hosenrollen: als Hänsel in Humperdincks Hänsel und Gretel an der Wiener Volksoper (2006) und als Ramiro in Mozarts Gärtnerin aus Liebe unter der Leitung von Joji Hattori an der Neuen Nationaloper Tokio im Jahr 2009. Im selben Jahr debütierte sie als Magdalene in Wagners Meistersinger von Nürnberg, 2012 als Brangäne in Tristan und Isolde, 2013 als Azucena in Verdis Il trovatore bei den Tiroler Festspielen Erl und als Gertrud/Mutter in Hänsel und Gretel an der Oper Graz. 2013 sang sie erstmals die Flosshilde in Wagners Rheingold an der Accademia di Santa Cecilia in Rom. 2014 folgten Rollendebüts als Fricka in Rheingold und Die Walküre bei den Tiroler Festspielen, 2015 Auftritte als Fricka bei der ersten szenischen Aufführung von Rheingold und Walküre in Peking und Schanghai, 2016 verkörperte sie die Tochter in Ella Milch-Sheriffs Baruchs Schweigen beim Wiener Festival EntarteOpera.
Zu ihrem Repertoire als Lied- und Konzertsängerin zählen unter anderem Bachs Weihnachtsoratorium und Matthäus-Passion, Beethovens Missa Solemnis und die 9. Sinfonie, Händels Messiah und Judas Maccabaeus, Werke von Gustav Mahler (Lieder eines fahrenden Gesellen, Rückert-Lieder, Kindertotenlieder, Das Lied von der Erde sowie die 2. und 3. Sinfonie), Mozarts Requiem, Mendelssohns  Elias, Verdis Messa da Requiem, die Wesendonckl-Lieder von Wagner sowie Hugo Wolfs Italienisches Liederbuch und die Maeterlinck-Gesänge von Zemlinsky.
Sie gastierte unter anderem in der New Yorker Carnegie Hall, im Wiener Konzerthaus, im Wiener Musikverein, im Concertgebouw Amsterdam, in der Dresdner Frauenkirche, im Leipziger Gewandhaus, am Teatro San Carlo in Neapel, im Münchner Gasteig, im Pariser Musée d’Orsay, im Mozarteum Salzburg sowie bei den Haydn Festspielen Eisenstadt und arbeitete mit zahlreichen renommierten Orchestern unter der Leitung von Dirigenten wie zum Beispiel Bertrand de Billy, Jean-Claude Casadesus, Vladimir Fedoseyev, Gustav Kuhn, Fabio Luisi, Franz Welser-Möst, Kirill Petrenko, Martin Sieghart, Jean-Christophe Spinosi, Christian Thielemann und Jaap van Zweden zusammen.
Seit 2017 lehrt Haselböck an der Kunstuniversität Graz, zunächst als Gastprofessorin, seit 2021 als Privatdozentin. Seit 2022 ist sie außerdem Universitätsprofessorin an der Universität für Musik und darstellende Kunst Wien. Zudem wirkt sie als Jurorin bei internationalen Wettbewerben.

## Auszeichnungen
- 2005: Alexander-Zemlinsky-Förderpreis[9]
- Ö1 Pasticcio-Preis für die CD Songs by Zemlinsky
- 2014: Supersonic award der Zeitschrift Pizzicato für die CD Lieder eines fahrenden Gesellen, Kindertotenlieder, Rückert-Lieder von Gustav Mahler mit Russell Ryan, Klavier (2011)[10]

## Diskografie
CD
- Songs by Zemlinsky. Mit Florian Henschel, Klavier (Panclassics; 2003)
- Ludwig van Beethoven: 9. Symphonie. Haydn-Orchester von Bozen und Trient, Dirigent: Gustav Kuhn (Col Legno; 2006)
- Georg Friedrich Händel: Judas Maccabäus. Barucco Kammerorchester, Dirigent: Heinz Ferlesch (ORF; 2006)
- Gaetano Donizetti: Adelia. Als Odetta. Haydn-Orchester von Bozen und Trient, Dirigent: Gustav Kuhn (RCA Red Seal SONY BMG; 2007)
- Franz Schubert: As-Dur Messe. Spirit of Europe, Dirigent: Martin Sieghart (ORF-N; 2007)
- Songs of Franz Schreker. Mit Wolfgang Holzmair, Bariton und Russel Ryan, Klavier (Bridge Records; 2007)
- Ludwig van Beethoven: Missa solemnis. Haydn-Orchester von Bozen und Trient, Dirigent: Gustav Kuhn (Col Legno; 2007)
- Gustav Mahler: Das Lied von der Erde. Originalversion für Klavier. Mit Bernhard Berchtold, Markus Vorzellner, Klavier (C-AVI Records; 2009)
- Gustav Mahler: Lieder eines fahrenden Gesellen, Kindertotenlieder, Rückert-Lieder. Mit Russell Ryan, Klavier (Bridge; 2011)
- Richard Wagner: Rheingold, Als Flosshilde. Mit Matthias Goerne, Michelle De Young, Peter Sidhom, Kwangchul Youn, Stephen Milling, Anna Samuil, Hong Kong Philharmonic Orchestra, Dirigent: Jaap van Zweden (Naxos; 2015)
- Gustav Mahler: 2.Symphonie. Mit Olena Tokar, Philharmonic Choir of Brno, Orchestre National de Lille, Dirigent: Jean-Claude Casadesus (Evidence; 2016)

DVD
- Gustav Mahler: Lieder-Collectors edition. Lieder mit Visualisierungen zeitgenössischer Video-Künstler. 7 DVDs. Mit u. a. Elisabeth Flechl, Wolfgang Holzmair, Alexander Kaimbacher, Daniel Schmutzhard (depature lab; 2011)
- Hugo Wolf Lieder: Lieder-Collectors edition. Lieder mit Visualisierungen zeitgenössischer Video-Künstler. Mit u. a. Birgid Steinberger, Bernhard Berchtold, Florian Boesch, Wolfgang Holzmair, Angelika Kirchschlager, Michaela Selinger, Georg Beckmann und Russell Ryan, Klavier, Coeln, Timo Novotny (departure; 2011)